# Тамільський дзвін
Тамільський дзвін — це розбитий бронзовий дзвін із написом тамільською мовою, знайдений у Новій Зеландії в 1870 році. До того, як його виявив місіонер, місцеві маорі використовували його як каструлю для приготування їжі. Можливо, він був придбаний португальськими моряками в XV—XVI ст. та викинутий біля Нової Зеландії.
Тамільський дзвін має напис тамільською мовою, що перекладається як «корабельний дзвін Mohoyiden Buks». Повідомляється, що він використовувався як каструля для варіння картоплі жінками маорі поблизу Вангареї в Північному регіоні Нової Зеландії. Його присутність у Новій Зеландії в той час, коли не було торгівлі між маорі та будь-якою частиною Азії, означає, що його можна вважати незвичайним артефактом. Немає жодного пояснення того, як він досяг Нової Зеландії.

## Інтернет-ресурси
- Picture of the bell at Te Ara: The Encyclopedia of New Zealand
- The Tamil Bell from the collection of the Museum of New Zealand Te Papa Tongarewa